# Hszian
Hszian (kínaiul: 西安, pinjin átírással: Xi’an) prefektúra szintű nagyváros Kínában: Senhszi tartomány székhelye és egyben legnagyobb városa. Pekingtől mintegy 900 km-re délnyugatra fekszik.
Egyike Kína legnagyobb városainak. A hsziani agglomeráció népessége 2005-ben meghaladta a 8 millió főt. A lakosság 99%-át a han kínaiak alkotják.
Ipari, közigazgatási, kulturális központ. A város gazdaságában elsőrendű az alumíniumkohászat, textilipar, elektronikai ipar, hi-tech iparágak, repülőgépek gyártása. A kínai űrkutatás egyik központja. A városban működik a szállító és bombázó repülőgépeket gyártó Hsziani Repülőgépgyár.

## Történelem
A város az egyik legősibb település Kína területén, mintegy 3000 éves múlttal rendelkezik. A Tang-dinasztia idején (Kr. u. 618–906) Csangan (長安) néven a császári Kína fővárosa volt.
A mai napig megmaradt a 11 km hosszú városfal, amelyre a 8. században egy 13 emeletes pagodát építettek. A híres selyemút is innen indult.

## Közlekedés

### Vasút
A városban több nagysebességű vasútvonal is összefut:
- Hszian–Csengtu nagysebességű vasútvonal
- Hszian–Paocsi nagysebességű vasútvonal
- Tatung–Hszian nagysebességű vasútvonal

## Népesség
| 2020 | 12 952 907 |

## Látnivalók
- pagodák
- városfal

A város környékénː
- az agyaghadsereg
- a kínai piramisoknak nevezett ősi temetkezési halmok.

## Galéria

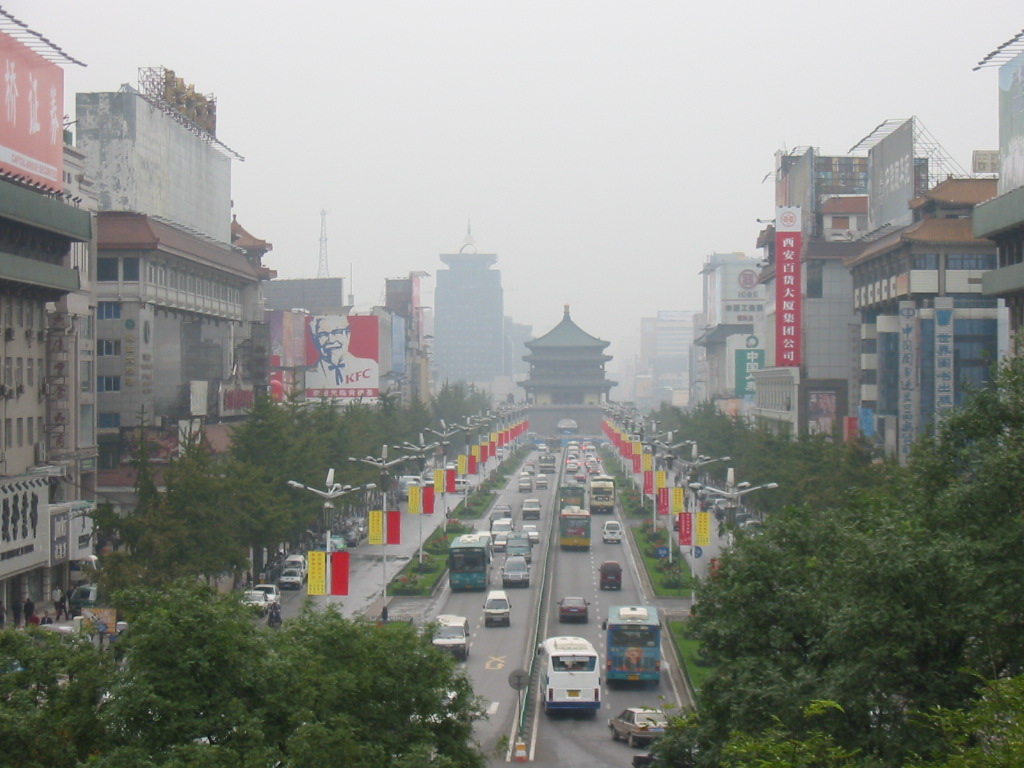
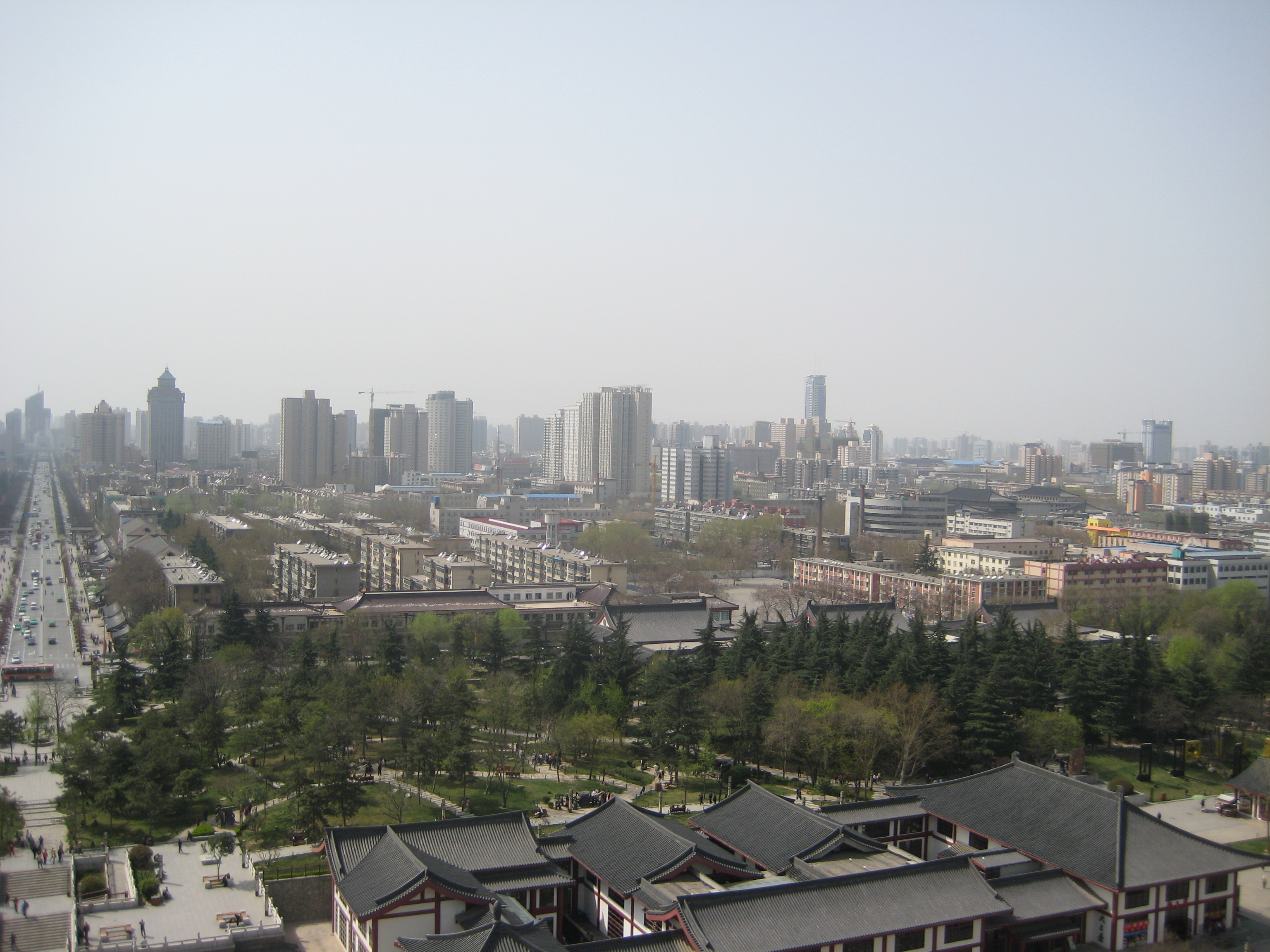
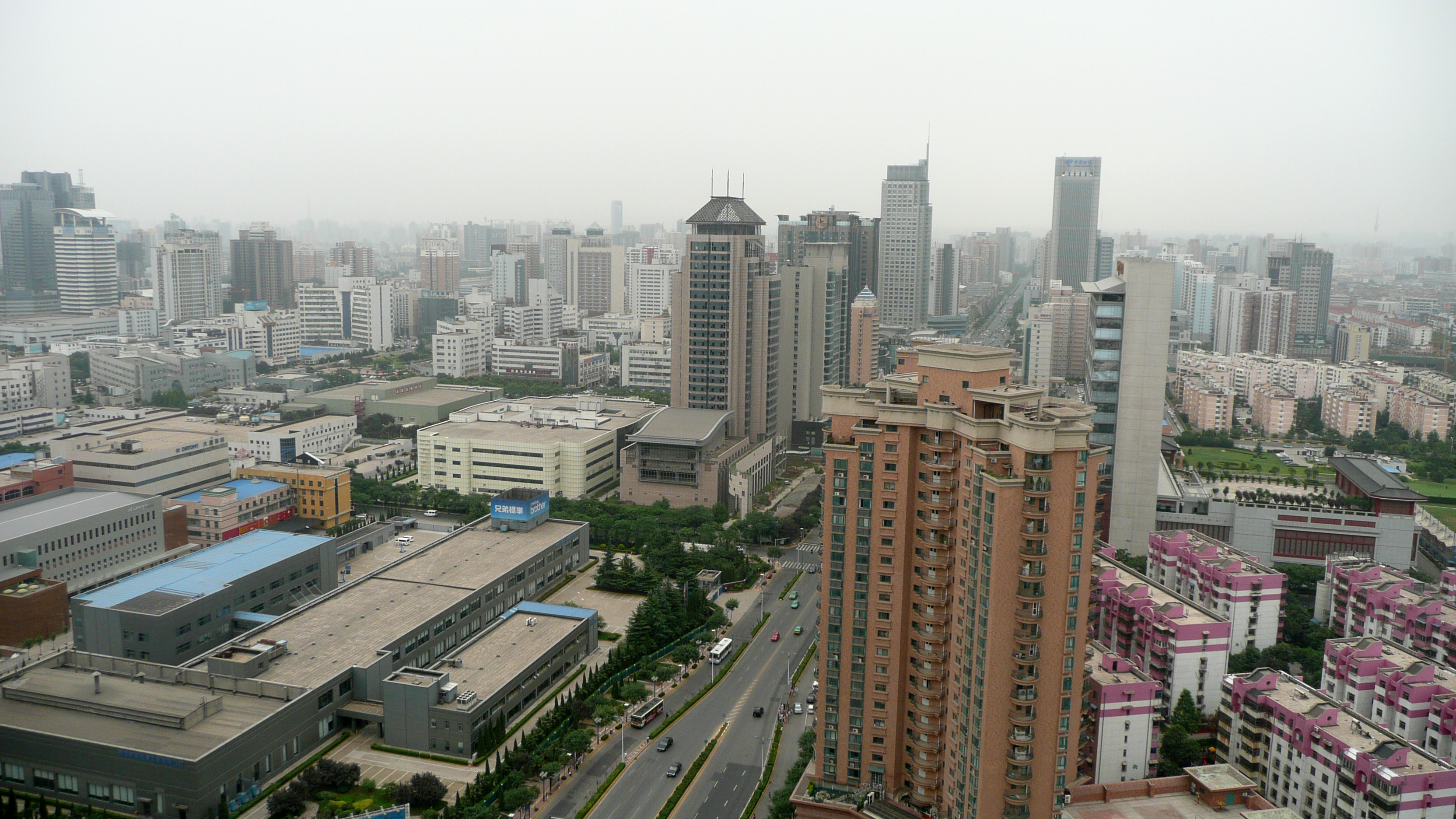
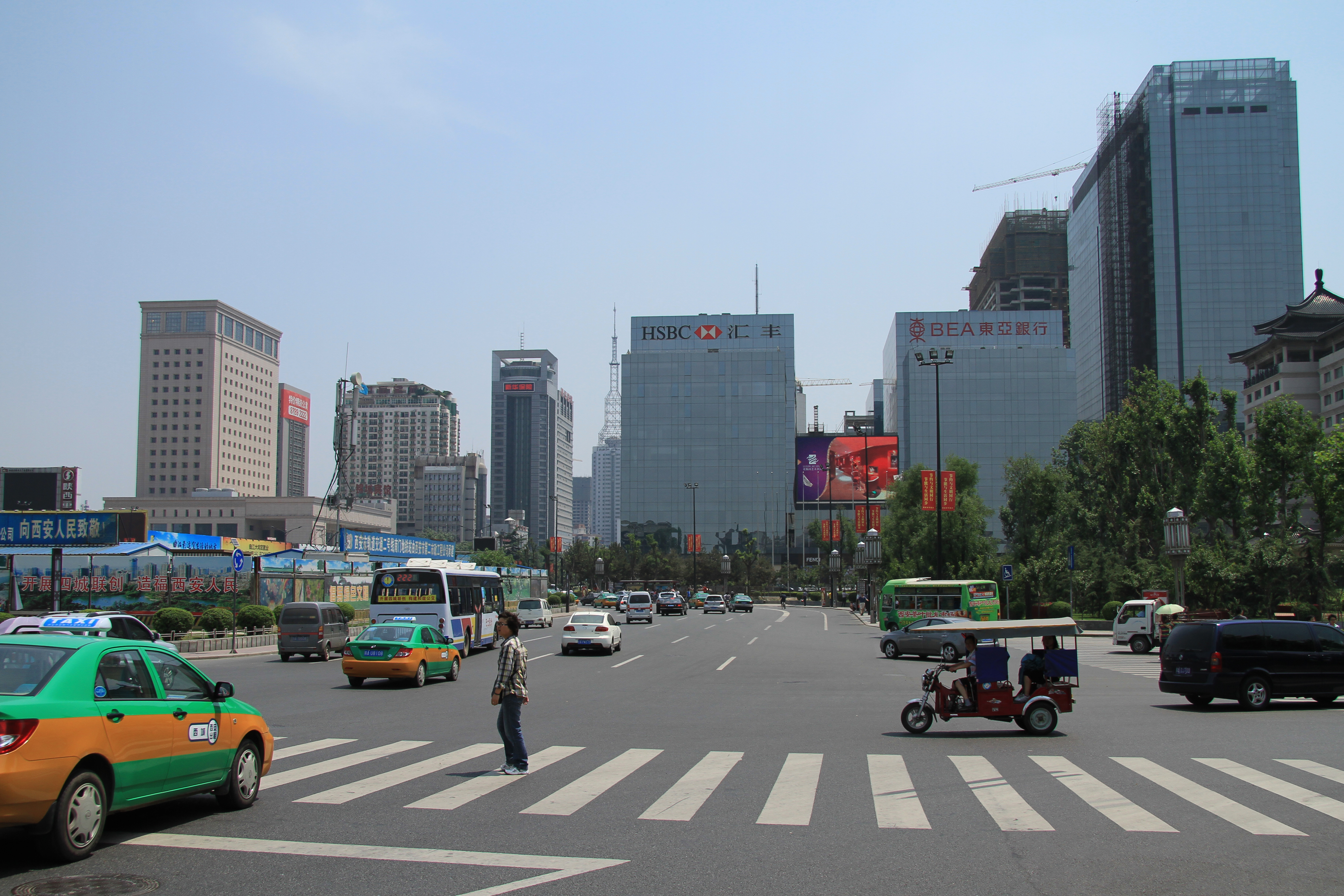
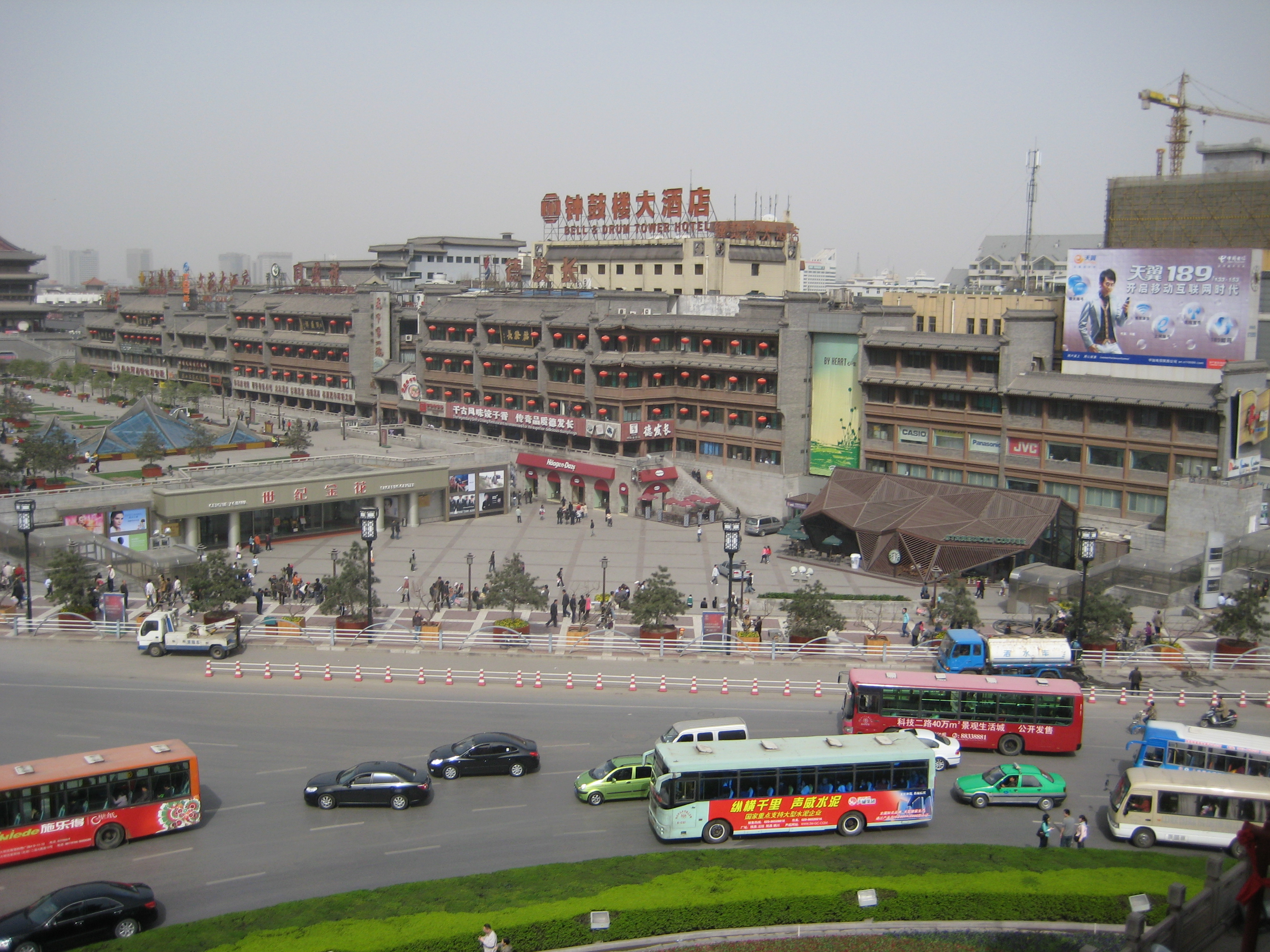
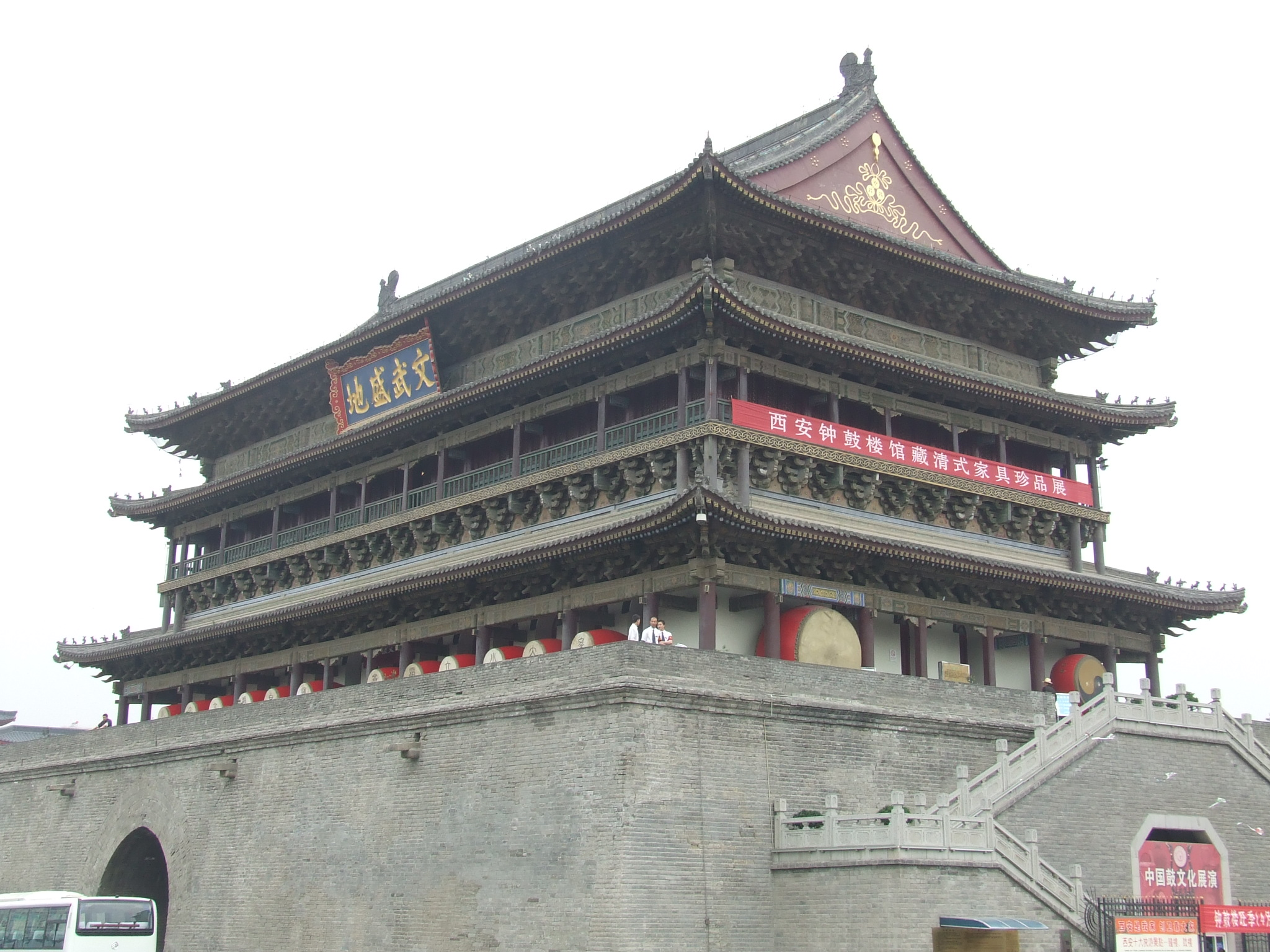
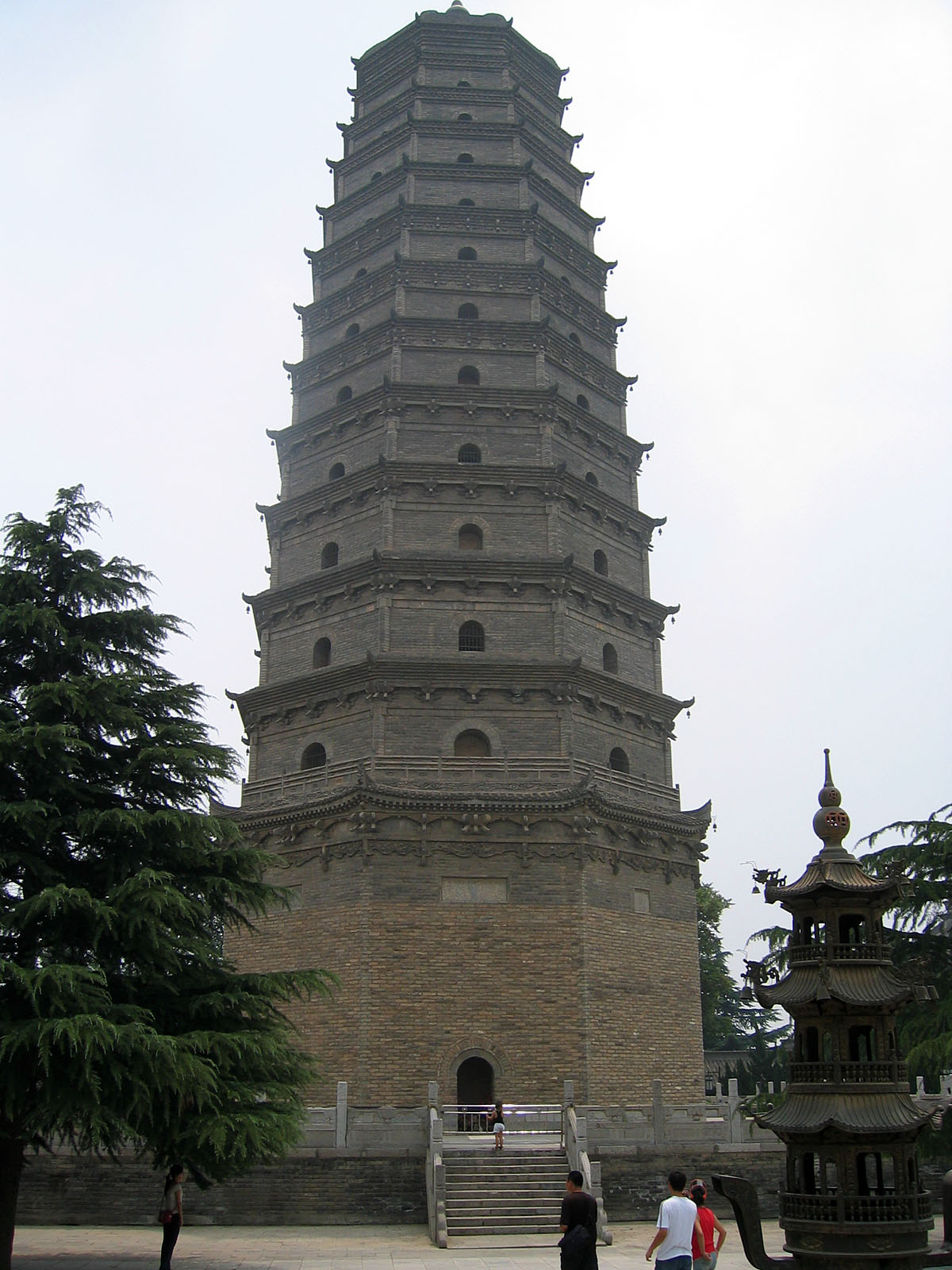
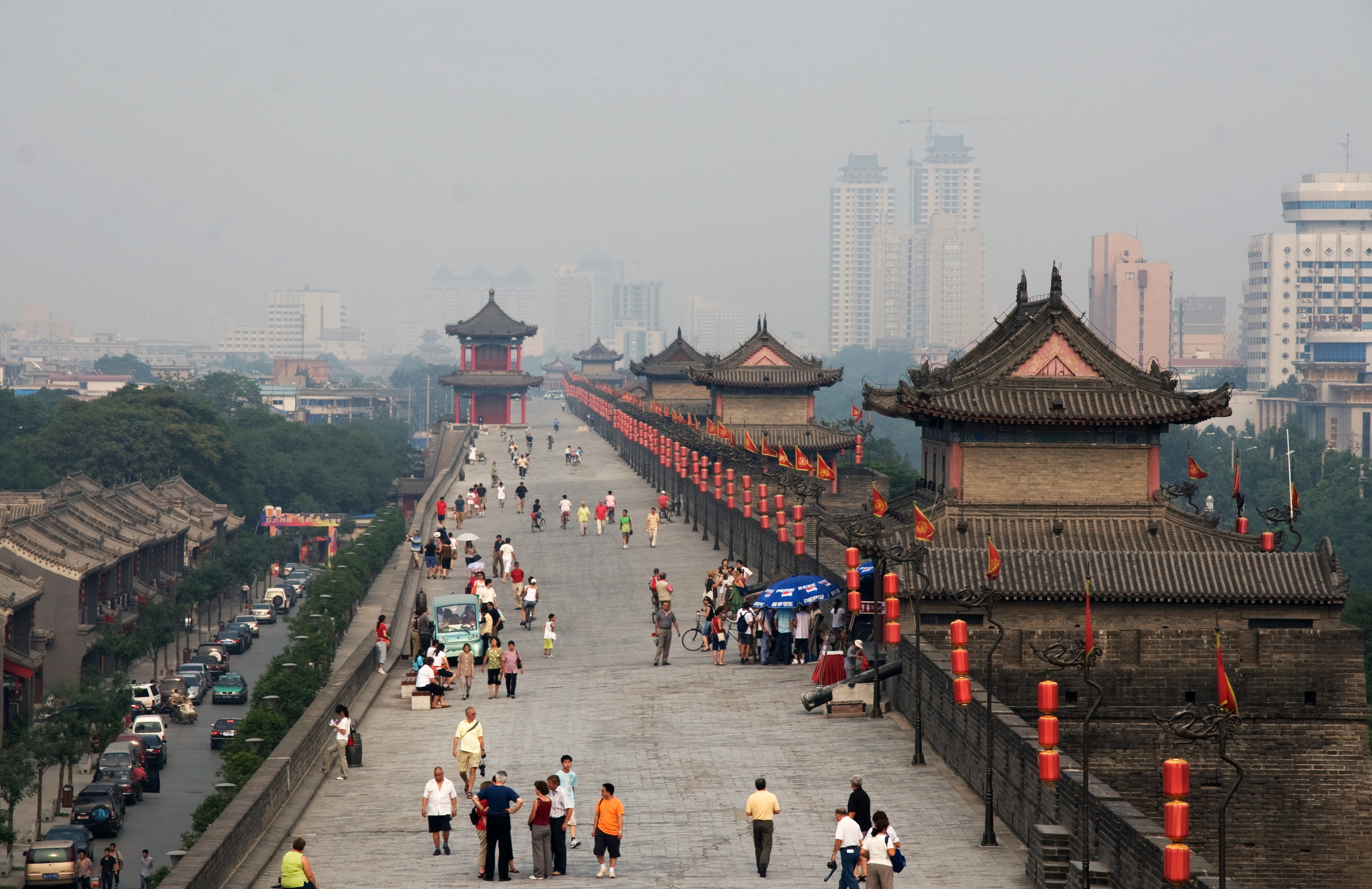
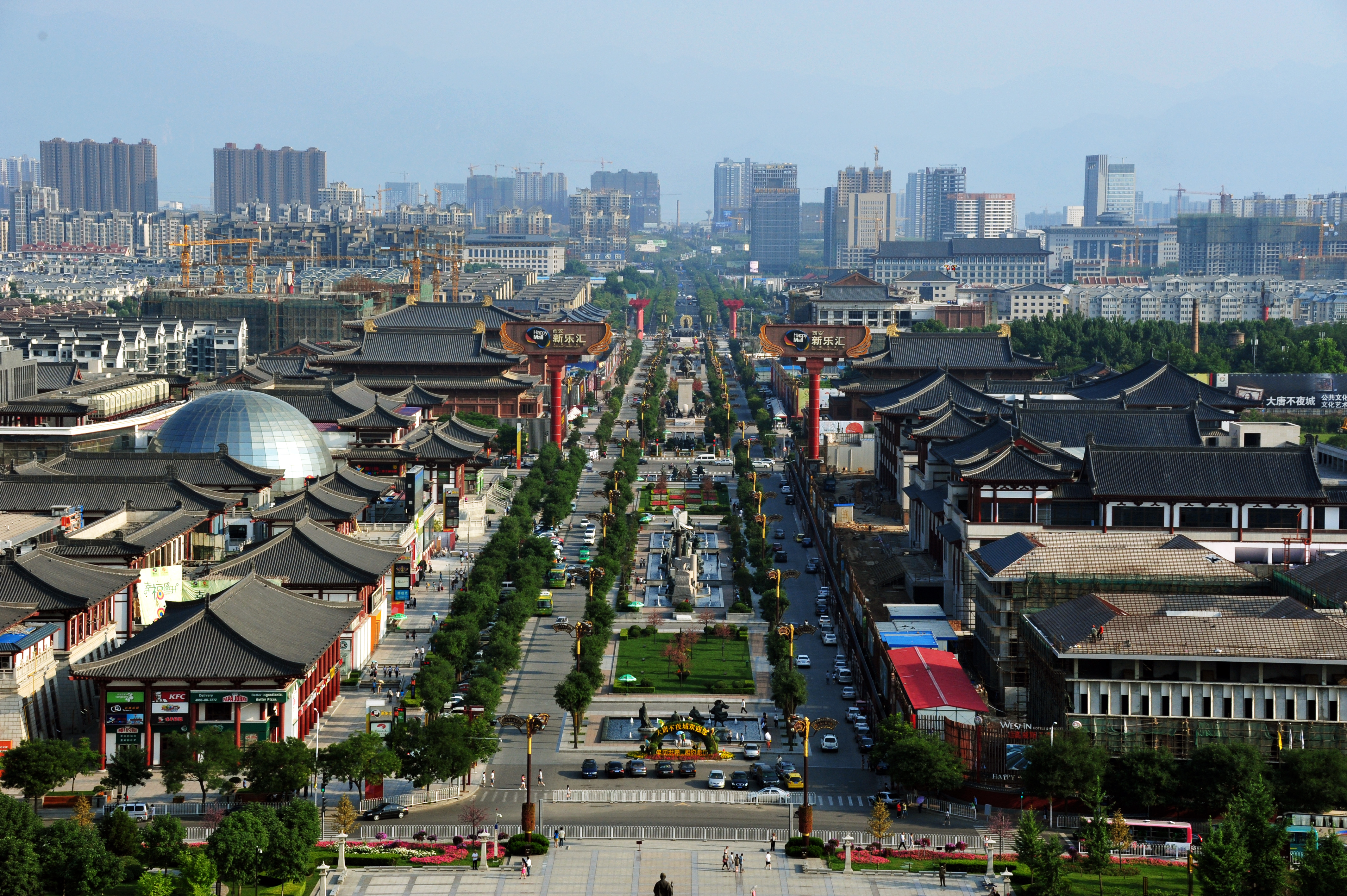
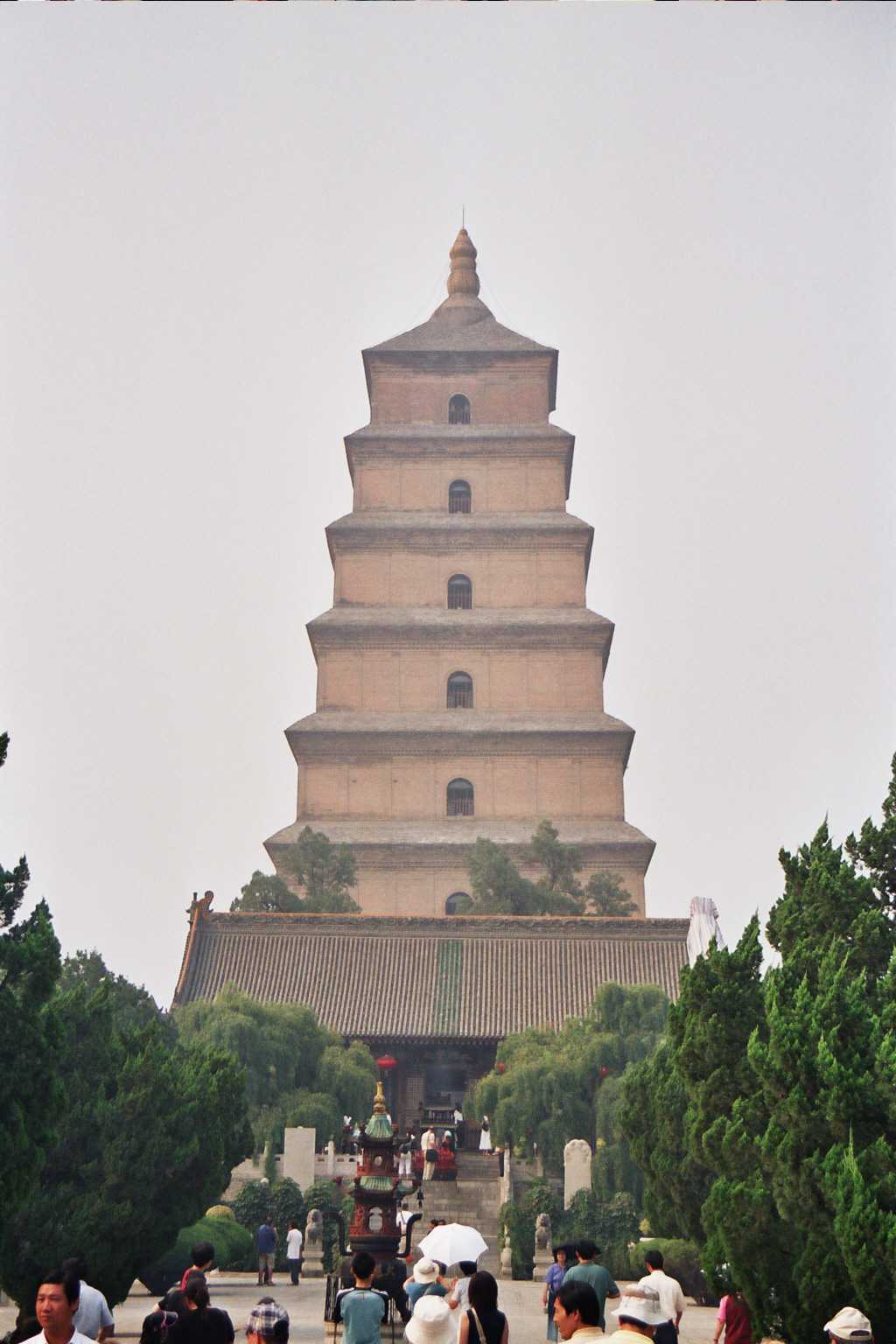
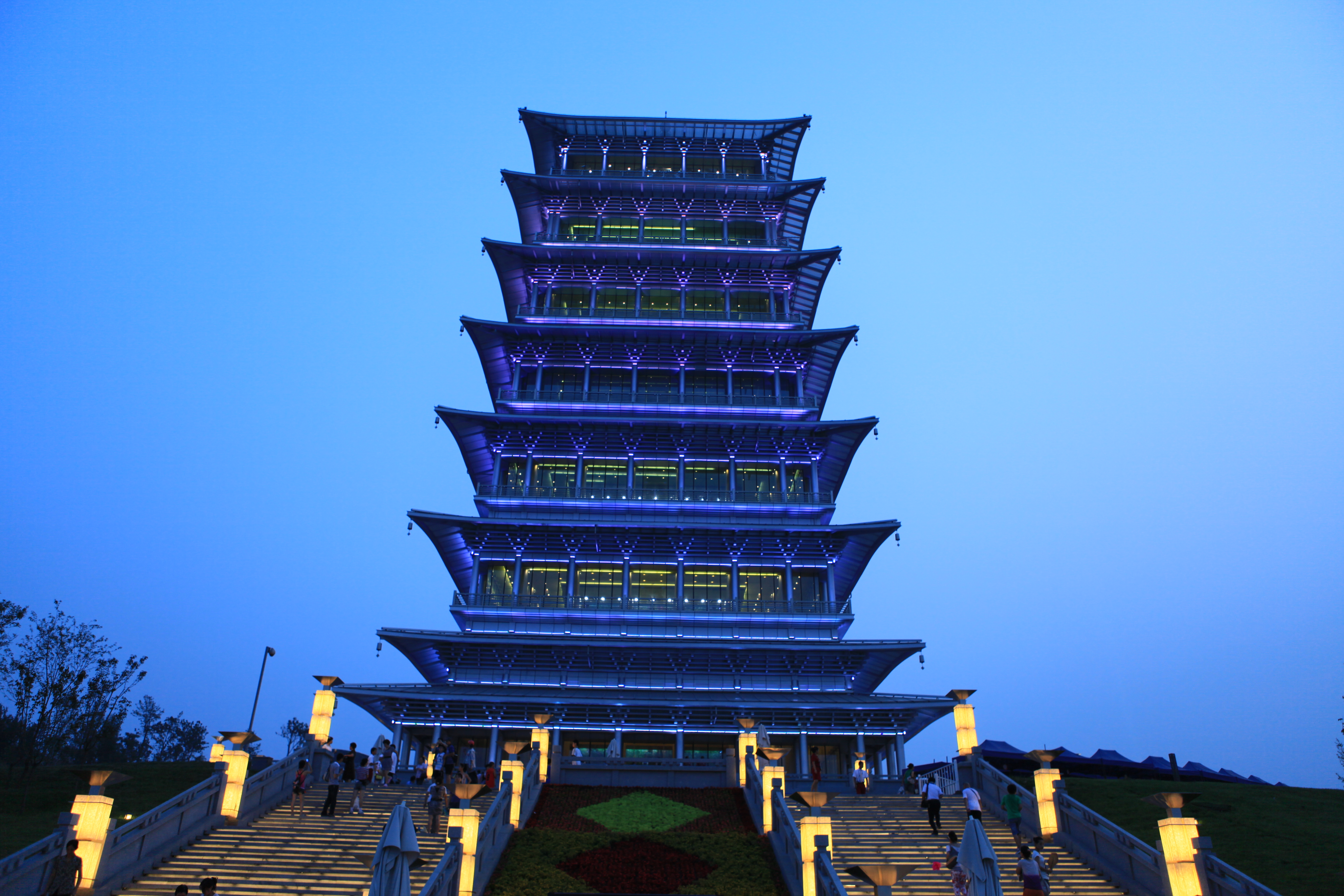